# Conrad Ide
Conrad Ide (* 8. Juni 1822 in Sondheim, Schwalm-Eder-Kreis; † 26. Juli 1907 ebenda) war ein deutscher Gutsbesitzer und Mitglied des Kurhessischen Kommunallandtags.

## Leben
Conrad Ide war Gutsbesitzer in seinem Heimatort, betrieb im Knüll in Nordhessen einige Steinbrüche und war 1863 aus der Gruppe der Höchstbesteuerten Mitglied der Kurhessischen Ständeversammlung. Diese wurde nach den Unruhen im Jahre 1830 zum Zweck der Beratung und Verabschiedung einer Verfassung gebildet und hatte bis 1866 Bestand, als das Land Hessen durch Preußen annektiert wurde.
Am 25. Oktober 1871 wurde er im dritten Wahlgang mit 18 von 32 Stimmen zum Abgeordneten des Kurhessischen Kommunallandtags gewählt. Er blieb bis 1877 in dem Parlament.